# Aegagropila
Aegagropila, rod zelenih algi iz porodice Pithophoraceae, dio reda Cladophorales. Postoji osam priznatih vrsta, od kojih je tipična A. linnaei iz sjeverne Europe i Japana. U Japanu poznata kao 'Marimo', a ima je u jezerima Akan, Shiranitoro, Toro, Kawaguchi i Sai.

## Vrste
1. Aegagropila brownii (Dillwyn) Kützing
2. Aegagropila globulus K.Meier
3. Aegagropila kannoi Tokida
4. Aegagropila leprieurii Kützing
5. Aegagropila linnaei Kützing
6. Aegagropila montagneana (Kützing) Kützing
7. Aegagropila montagnei Kützing
8. Aegagropila pygmaea C.Meyer